# Il kentuckiano
Il kentuckiano (The Kentuckian) è un film del 1955 diretto da Burt Lancaster. Il film è anche noto con il titolo Il vagabondo delle frontiere. È inoltre il film d'esordio per Walter Matthau.

## Trama
Verso il 1820 un vedovo parte per il Texas con il figlio per sfuggire a una faida che oppone la sua famiglia a un'altra. Durante il viaggio crede d'innamorarsi di una raffinata signorina, ma poi capisce che il suo vero amore è una sguattera che l'ha salvato dai suoi rivali che l'avevano seguito. Ripartirà con lei.